# Droga wojewódzka nr 979
Droga wojewódzka nr 979 (DW979) – droga wojewódzka łącząca Moszczenicę z Zagórzanami. Jej długość wynosi 6,4  km. Zlokalizowana jest w południowo - wschodniej części województwa małopolskiego.

## Średni dobowy ruch w punktach pomiarowych na drodze wojewódzkiej nr 979 w 2005 r.
| Odcinek drogi         | Pikietaż początku odcinka drogi | Pikietaż końca odcinka drogi | Długość odcinka drogi | Pikietaż punktu pomiarowego | Miejscowość | SDR 2005 |
| --------------------- | ------------------------------- | ---------------------------- | --------------------- | --------------------------- | ----------- | -------- |
| Moszczenica-Zagórzany | 0                               | 6,4                          | 6,4                   | 2,4                         | Zagórzany   | 1810     |